# Joyce Jillson
Joyce Jillson est une actrice américaine, née Joyce Twichell.

## Biographie
Elle est née dans le Rhode Island. Elle étudie à l'université de Boston. Elle commence une carrière d'actrice à New York en 1965 et elle apparaît la première fois le 15 avril 1965 dans un music hall à Broadway. Elle tourne son premier rôle à Los Angeles en 1966.
Elle commence à faire de l'horoscope à Los Angeles en 1973 et devient l'astrologue officiel des studios 20th Century Fox. Elle suggérait les dates les plus astrologiquement favorables pour les avant-premières, y compris Star Wars le 25 mai 1977. Elle était l'astrologue officielle des Dodgers, l'équipe de baseball de Los Angeles, le matin de chacun de leur match, elle allait à la radio pour prédire le gagnant, atteignant un taux d'exactitude de 89 pour cent.
En 1988 l'ancien chef d'état-major du président Reagan, Donald T. Regan, révèle dans un livre que Nancy Reagan consultait fréquemment les astrologues et Joyce Jillson a prétendu avoir été invitée par les aides de campagne de Ronald Reagan pour donner des conseils sur qui serait le meilleur candidat pour le président aux élections de 1980. Joyce Jillson a affirmé avoir passé beaucoup de temps à la Maison-Blanche après la tentative d'assassinat du président en mars 1981 et a confié que le président avait programmé des conférences de presse pour coïncider avec la pleine lune.
Elle a été mariée à Joseph Gallagher de 1969 jusqu'à leur divorce en 1981. Ils n'ont pas eu d'enfants.
Elle est décédée d'une insuffisance rénale aiguë au centre médical Cedars-Sinai, elle souffrait du diabète.

## Filmographie
- 1966 : Jericho - épisode  Both Ends Against the Riddle  : Marie Demere
- 1966  : Des agents très spéciaux - épisode :  The My Friend the Gorilla Affair : Marsha Woodley
- 1968 : Peyton Place - 56 épisodes : Jill Smith
- 1968 : Superchick
- 1973 : Columbo : Quand le vin est tiré (série)
- 1974 : Kolchak: The Night Stalker
- 1975 : Police Woman
- 1976 : Slumber Party '57
- 1977 : Lou Grant
- 1977 : Murder in Peyton Place
- 1978 : The Eddie Capra Mysteries
- 1981 : B.J. and the Bear
- 1981 : The Misadventures of Sheriff Lobo